# Tours Aillaud
Tours Aillaud (deutsch Aillaud-Türme), auch Tours Nuages (deutsch Wolkentürme) oder Cité Pablo Picasso genannt, ist der Name eines Ensembles aus insgesamt 18 Hochhausbauten, die 1977 nach den Plänen des französischen Architekten Émile Aillaud im Pariser Vorort Nanterre errichtet worden sind. 

## Beschreibung
Die beiden größten Gebäude haben eine Höhe von 105 Metern. Alle 18 Gebäude sind nach dem gleichen Grundriss entworfen. Insgesamt bieten sie Wohnraum für 1607 Mietparteien.
Die Wohntürme sind mit der Métrostation La Défense und dem Bahnhof La Défense an den öffentlichen Nahverkehr im Großraum Paris angebunden.
Ursprünglich sollten alle 18 Hochhäuser die Höhe von 105 Meter haben, nach Fertigstellung der beiden ersten Türmen, verlangte Präsident Valery Giscard d'Estaing, eine Reduzierung der Bauhöhe der restliche Hochhäuser von 38 Stockwerke zu 19 Stockwerke.
Am 16. Dezember 2008 bekam die Wohnanlage den Status Patrimoine du xxe siècle durch das Kultusministerium.

## Kontroverse
In 2017 wurde offensichtlich, dass die Wohnanlage renoviert werden muss, die Glaspastenmosaiken, unterschiedliche Fenster müssen ersetzt werden, ebenso Strom und Heizungsanlagen. In 2019 wurden mehrere Vorschläge gemacht, wie die Fassaden mit Metallpaneelen zu verkleiden, die mit neuen Fenstern und Isolation ausgestattet sind.
Ein weitaus radikaler Vorschlag von Altarea Cogedim, sah vor einen der große Wohntürme abzureißen, und die Nutzungsänderung von 6 weiteren Türmen zurück zum Sozialwohnungen.
Am 13. Oktober 2021 wurde ein Budget von 7 Millionen Euro genehmigt zur Renovierung der Wohnanlage.